# Bernardino Luini

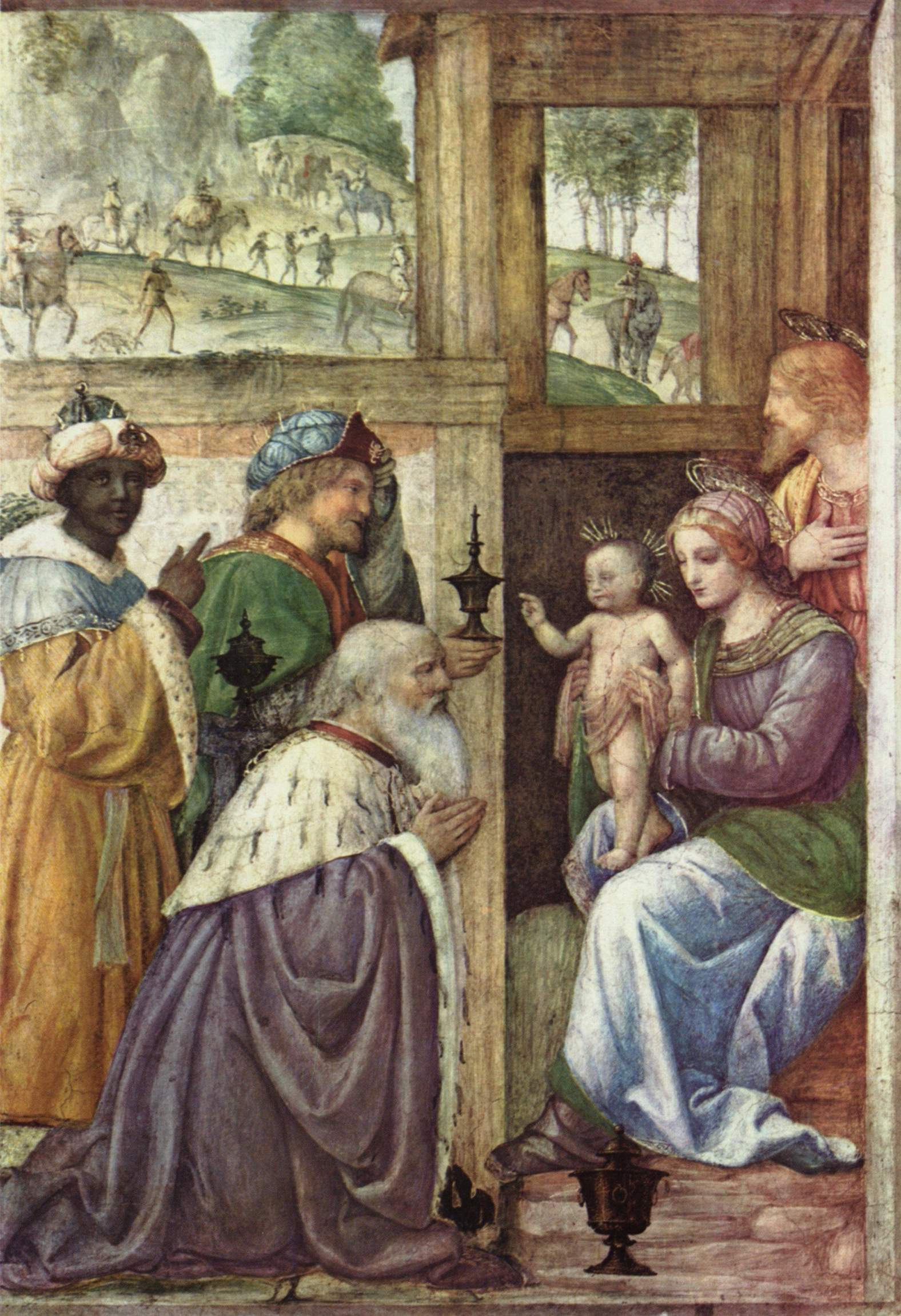
Adoração dos Magos

Bernardino Luini (1480/82 - 1532) foi um pintor italiano do norte, pertencente ao círculo de Leonardo da Vinci. Luini e Giovanni Antonio Boltraffio trabalharam com Da Vinci diretamente e muitos de seus trabalhos foram até atribuídos a Leonardo. 
Luini nasceu Bernardino de Scapis, em Runo, em Dumenza. Há poucos detalhes sobre sua vida. Em 1500, foi para Milão com seu pai. Estudou com Giovan Stefano Scotto e Ambrogio Bergognone. Em 1509, recebeu uma encomenda para um políptico no Museu Poldi Pezzoli, influenciado por Bernardino Zenale, uma de suas obras mais conhecidas. Quando esteve em Roma, em 1521, influenciou-se também por Melozzo da Forlì. 
Morreu em Milão. Seu filho, Aurelio Luini também foi um famoso pintor. 
Suas obras podem ser encontradas nos seguintes locais:
- Catedral de Monza
- Museo Poldi Pezzoli
- Pinacoteca de Brera
- Gemäldegalerie (Berlim)
- Galeria Nacional de Arte em Washington
- Museu do Prado
- Museu de Belas Artes de Boston
- Galeria Uffizi
- Pinacoteca Ambrosiana
- Hermitage
- Louvre